# Индустриализация Украинской ССР
Индустриализация Украинской ССР (укр. Індустріалізація УРСР) — форсированный процесс строительства промышленных предприятий тяжёлой и легкой промышленности на территории Украинской ССР с конца 1920-х годов до 1941 года.
Индустриализация УССР кардинально изменила социально-экономические отношения, а также в некоторой степени склад ума украинского народа в XX веке.

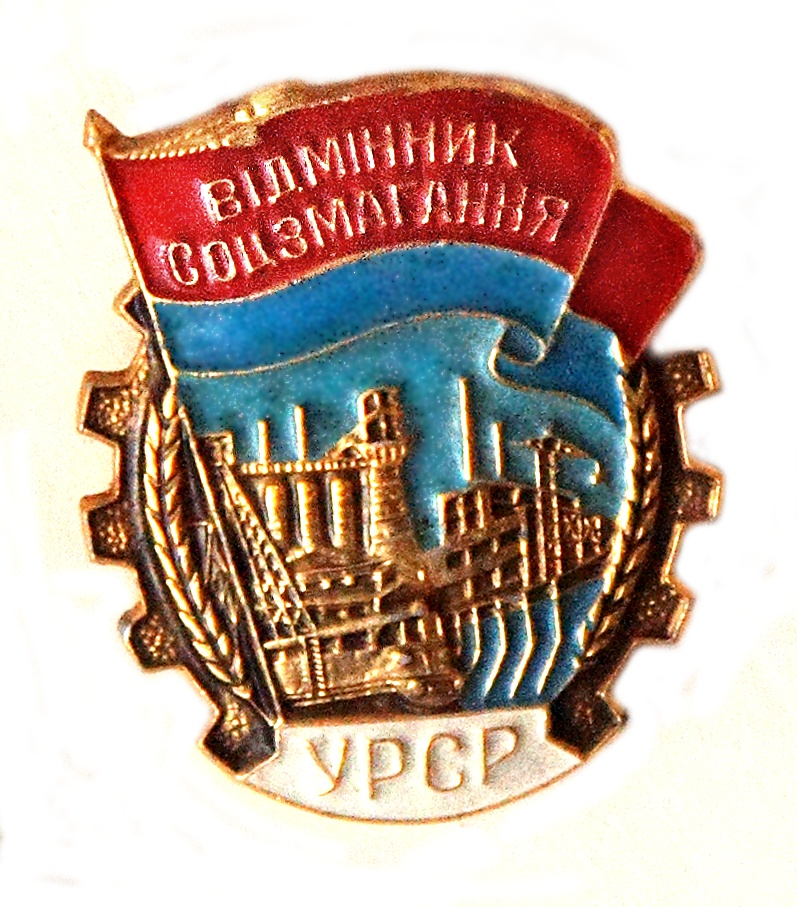
Значок «Отличник соцсоревнования» в УССР

## Причины индустриализации
- Отход от Новой экономической политики
- Общая индустриализация СССР;
- Курс на «ускоренное социалистическое строительство»

Сталинский курс «великого перелома»
Политика «социалистической индустриализации» УССР отвечала общесоюзному курсу.

«Мы отстали от передовых стран на 50-100 лет. Мы должны пробежать это расстояние за десять лет. Или мы сделаем это, или нас сомнут»
Товарищ Сталин в докладе 1931 г.

Курс на индустриализацию был взят на XV съезде ВКП(б) (декабрь 1927 года), который утвердил директивы первого пятилетнего плана развития народного хозяйства на 1928/29 — 1932/33 годы. XI съезд большевиков Украины прошел под знаком полной поддержки сталинского курса на форсированную индустриализацию. Съезд утвердил пятилетний план для Украины.
Украина определялась как основной плацдарм проведения индустриализации в СССР, поскольку именно на Украине находились основные угольные месторождения и предприятия металлургии.
В 1 пятилетке 400 из 1500 промышленных предприятий предполагалось соорудить именно в Украинской ССР.
Ставилась основная цель — обеспечить превосходящее и первоочередное развитие отраслей группы А (топливной, энергетической, химической, машиностроительной и др.).

## Ход и методы индустриализации
Индустриализация Украины, как и всего Советского Союза, проходила за счет крайнего перенапряжения трудовых и промышленных ресурсов. Материальные стимулы часто заменялись моральными, политико-идеологическими.
Индустриализация сопровождалась активным информационным обеспечением. Одним из аспектов такой политики стало «социалистическое соревнование» во всех отраслях народного хозяйства.
Методы индустриализации:
- повышение производительности труда;
- совершенствование разделения труда (угольная промышленность, машиностроение),
- улучшение организации рабочих мест (легкая промышленность, машиностроение);
- интенсификация работы машин и агрегатов (машиностроение, железнодорожный транспорт, текстильная промышленность);
- интенсификация технологических процессов (черная металлургия) и др.

Противоречия индустриализации:
- постепенное увеличение норм выработки на 35-45 %;
- нещадная эксплуатация трудовых ресурсов;
- эксплуатация и деградация села, которая вызвала голод
- участие в «сталинской индустриализации» тысяч репрессированных «врагов народа».

Также вместе со строительством новых промышленных предприятий была существенно реформирована система образования: увеличена техническая грамотность кадров, расширена номенклатура профессий.

## Новые промышленные предприятия
С конца 1920-х годов до 1941 года на Украине были построены сотни новых промышленных предприятий. Главные предприятия получали комплектующие и обслуживали всю территорию СССР.
Главные новостройки:
- ДнепроГЭС;
- Запорожсталь;
- Криворожсталь;
- Азовсталь;
- Харьковский тракторный завод.
- Новокраматорский машиностроительный завод.

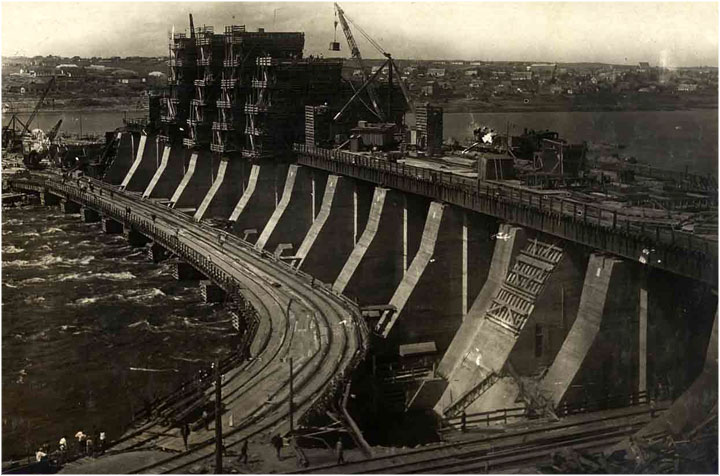
Строительство Днепрогэса

## Реконструированные предприятия
В ходе «сталинской индустриализации» на Украине были капитально реконструированы уже существовавшие предприятия, основанные в конце XIX — начале XX веков.
- Мариупольский металлургический комбинат имени Ильича;
- Днепровский металлургический комбинат имени Ф. Э. Дзержинского;
- Днепропетровский металлургический завод имени Петровского;
- Нижнеднепровский трубопрокатный завод имени Карла Либкнехта и др.

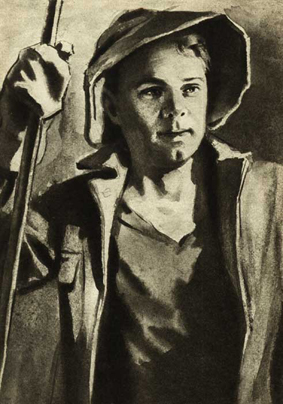
Портрет сталевара Макара Мазая

## Культовые фигуры «трудового героизма» на Украине
Большую известность приобрели отдельные примеры трудового героизма.
- Алексей Стаханов — в угольной промышленности;

В ночь с 30 на 31 августа 1935 г. выбойщик шахты «Центральная-Ирмино» Алексей Стаханов с помощью двух помощников-крепильщиков добыл 102 тонны угля при норме 7 тонн. только на выбойщика, в 14,5 раза перекрыв норму добычи. Примеру Стаханова стали следовать другие производственники. Подвиг Стаханова положил начало понятиям «стахановец», «стахановское движение» на всей территории СССР.
- Прасковья Ангелина — в сельском хозяйстве;
- Макар Мазай — в металлургии.

## Результаты индустриализации
|                | 1923    | 1923 | 1926    | 1926 | 1933    | 1933 |
| Город          | тыс.чел | %    | тыс.чел | %    | тыс.чел | %    |
| Харьков        | 122.0   | 37.9 | 160.0   | 38.9 | 330.0   | 50.0 |
| Запорожье      | 12.0    | 28.0 | 26.5    | 47.0 | 60.0    | 56   |
| Днепропетровск | 24.5    | 16   | 83.0    | 36.0 | 185.0   | 45.0 |
| Луганск        | 9.5     | 21   | 31.2    | 43.0 | 71.0    | 60.0 |

## Грамотность
|          | население | грамотное население | процентное отношение | этническая грамотность | отношение этнически грамотных к полному числу грамотных |
| украинцы | 23218.860 | 9628.040            | 41.5                 | 6468.799               | 67.2                                                    |
| русские  | 2677.166  | 1486.452            | 55.5                 | 1419.44                | 95.5                                                    |
| евреи    | 1574.391  | 1102.277            | 70.0                 | 668.985                | 60.7                                                    |
| поляки   | 476.435   | 228.798             | 48.0                 | 141.954                | 62.0                                                    |
| немцы    | 393.924   | 260.901             | 66.2                 | 245.885                | 94.2                                                    |